# Copa d'Europa de futbol 1991-92
La Copa d'Europa de futbol 1991-92 fou l'edició número 37 de la Copa d'Europa, i la darrera en ser anomenada així, ja que l'any següent es canviaria a la denominació de Lliga de Campions de la UEFA.
Va ser la primera Copa d'Europa que va tenir una fase de grups, de la qual els clubs guanyadors passaven a la final. La fase de grups va involucrar els vuit clubs guanyadors de la segona ronda. Els clubs es van dividir en dos grups de quatre, jugant entre ells a casa i fora, i el club guanyador de cada grup es va enfrontar a l'altre a la final de 1992 a l'estadi de Wembley.
La competició la va guanyar el FC Barcelona per primer cop en la seva història, en vèncer a la final contra la UC Sampdoria, a la pròrroga, amb un gol de Ronald Koeman de xut directe de falta des de fora l'àrea.
L'Estrella Roja de Belgrad defensava el títol aconseguit en l'edició anterior; no va tenir l'oportunitat de jugar al seu propi camp a causa de les guerres de Iugoslàvia, cosa que va reduir les seves possibilitats de defensar el títol. L'Estrella Roja va ser eliminat a la fase de grups. També va ser l'última temporada en què els clubs d'aquell país van poder participar a la principal competició europea de futbol, ja que l'estiu de 1991 Eslovènia i Croàcia van proclamar la seva independència.
A més, va ser l'última vegada que un equip de l'Alemanya Oriental va competir a la Copa d'Europa: el Hansa Rostock.
Entre els 32 equips particiants hi havia l'Arsenal FC, el primer equip anglès en participar-hi després de la  sanció de cinc anys sense participar-hi als clubs anglesos arran del desastre de Heysel del 1985. El campió de la Lliga de 1990, el Liverpool FC, no van poder participar a la Copa d'Europa perquè havia estat sancionat per un sisè any addicional. L'Arsenal FC va representar Anglaterra la temporada 1991-92 i va arribar a la segona ronda.

## Calendari
Tots els sortejos de la competició es van celebrar a Ginebra, Suïssa.
| Fase          | Ronda         | Sorteig         | Anada                           | Tornada                         |
| ------------- | ------------- | --------------- | ------------------------------- | ------------------------------- |
| Primera ronda | Primera ronda | 11 juliol 1991  | 17–18 setembre 1991             | 2 octubre 1991                  |
| Segona ronda  | Segona ronda  | 4 octubre 1991  | 23 octubre 1991                 | 6 novembre 1991                 |
| Fase de grups | Partit 1      | 8 novembre 1991 | 27 novembre 1991                | 27 novembre 1991                |
| Fase de grups | Partit 2      | 8 novembre 1991 | 11–12 desembre 1991             | 11–12 desembre 1991             |
| Fase de grups | Partit 3      | 8 novembre 1991 | 4 març 1992                     | 4 març 1992                     |
| Fase de grups | Partit 4      | 8 novembre 1991 | 18 març 1992                    | 18 març 1992                    |
| Fase de grups | Partit 5      | 8 novembre 1991 | 1 abril 1992                    | 1 abril 1992                    |
| Fase de grups | Partit 6      | 8 novembre 1991 | 15 abril 1992                   | 15 abril 1992                   |
| Final         | Final         | 8 novembre 1991 | 20 maig 1992 a Wembley, Londres | 20 maig 1992 a Wembley, Londres |

## Setzens de final
| Equip 1                  | Global | Equip 2               | Anada | Tornada |
| ------------------------ | ------ | --------------------- | ----- | ------- |
| FC Barcelona             | 3–1    | Hansa Rostock         | 3–0   | 0–1     |
| Kaiserslautern           | 3–1    | FC Etar               | 2–0   | 1–1     |
| US Luxemburg             | 0–10   | Olympique de Marsella | 0–5   | 0–5     |
| Sparta Praga             | (c)2–2 | Rangers FC            | 1–0   | 1–2     |
| Hamrun Spartans          | 0–10   | SL Benfica            | 0–6   | 0–4     |
| Arsenal FC               | 6–2    | FK Austria Wien       | 6–1   | 0–1     |
| HJK Helsinki             | 0–4    | FC Dinamo de Kíev     | 0–1   | 0–3     |
| Brøndby IF               | 4–2    | Zagłębie Lubin        | 3–0   | 1–2     |
| Fram Reykjavík           | 2–2(c) | Panathinaikos FC      | 2–2   | 0–0     |
| IFK Göteborg             | (c)1–1 | Flamurtari Vlorë      | 0–0   | 1–1     |
| Beşiktaş JK              | 2–3    | PSV Eindhoven         | 1–1   | 1–2     |
| RSC Anderlecht           | 4–1    | Grasshopper           | 1–1   | 3–0     |
| Estrella Roja de Belgrad | 8–0    | Portadown             | 4–0   | 4–0     |
| Universitatea Craiova    | 2–3    | Apollon Limassol      | 2–0   | 0–3     |
| Budapest Honvéd          | 3–1    | Dundalk               | 1–1   | 2–0     |
| UC Sampdoria             | 7–1    | Rosenborg BK          | 5–0   | 2–1     |

## Vuitens de final
| Equip 1                  | Global | Equip 2          | Anada | Tornada  |
| ------------------------ | ------ | ---------------- | ----- | -------- |
| FC Barcelona             | (c)3–3 | Kaiserslautern   | 2–0   | 1–3      |
| Olympique de Marsella    | 4–4(c) | Sparta Praga     | 3–2   | 1–2      |
| SL Benfica               | 4–2    | Arsenal FC       | 1–1   | 3–1 (pr) |
| FC Dinamo de Kíev        | 2–1    | Brøndby IF       | 1–1   | 1–0      |
| Panathinaikos FC         | 4–2    | IFK Göteborg     | 2–0   | 2–2      |
| PSV Eindhoven            | 0–2    | RSC Anderlecht   | 0–0   | 0–2      |
| Estrella Roja de Belgrad | 5–1    | Apollon Limassol | 3–1   | 2–0      |
| Budapest Honvéd          | 3–4    | UC Sampdoria     | 2–1   | 1–3      |

## Lligueta de quarts de final
Els vuit equips classificats es van dividir en dos grups. Del total d'equips, només dos havien estat anteriorment campions d'Europa: l'Estrella Roja, campió l'any anterior, i el Benfica (dos títols, el 1961 i 1962).

### Grup A
| Equip            | PJ | PG | PE | PP | GF | GC | DG | Pts |
| ---------------- | -- | -- | -- | -- | -- | -- | -- | --- |
| UC Sampdoria     | 6  | 3  | 2  | 1  | 10 | 5  | +5 | 8   |
| Estrella Roja    | 6  | 3  | 0  | 3  | 9  | 10 | -1 | 6   |
| RSC Anderlecht   | 6  | 2  | 2  | 2  | 8  | 9  | -1 | 6   |
| Panathinaikos FC | 6  | 0  | 4  | 2  | 1  | 4  | -3 | 4   |

| 1a Jornada       |     |                  |
| U.C. Sampdoria   | 2–0 | FK Estrella Roja |
| RSC Anderlecht   | 0–0 | Panathinaikos FC |
| 2a Jornada       |     |                  |
| Panathinaikos    | 0–0 | U.C. Sampdoria   |
| FK Estrella Roja | 3–2 | RSC Anderlecht   |
| 3a Jornada       |     |                  |
| Panathinaikos FC | 0–2 | FK Estrella Roja |
| RSC Anderlecht   | 3–2 | U.C. Sampdoria   |
| 4a Jornada       |     |                  |
| FK Estrella Roja | 1–0 | Panathinaikos FC |
| U.C. Sampdoria   | 2–0 | RSC Anderlecht   |
| 5a Jornada       |     |                  |
| Panathinaikos FC | 0–0 | RSC Anderlecht   |
| FK Estrella Roja | 1–3 | U.C. Sampdoria   |
| 6a Jornada       |     |                  |
| RSC Anderlecht   | 3–2 | FK Estrella Roja |
| U.C. Sampdoria   | 1–1 | Panathinaikos FC |

### Grup B
| Equip             | PJ | PG | PE | PP | GF | GC | DG | Pts |
| ----------------- | -- | -- | -- | -- | -- | -- | -- | --- |
| FC Barcelona      | 6  | 4  | 1  | 1  | 10 | 4  | +6 | 9   |
| Sparta Praga      | 6  | 2  | 2  | 2  | 7  | 7  | 0  | 6   |
| SL Benfica        | 6  | 1  | 3  | 2  | 8  | 5  | +3 | 5   |
| FC Dinamo de Kíev | 6  | 2  | 0  | 4  | 3  | 12 | -9 | 4   |

| 1a Jornada      |     |                 |
| FC Barcelona    | 3–2 | AC Sparta Praha |
| FC Dynamo Kyiv  | 1–0 | SL Benfica      |
| 2a Jornada      |     |                 |
| AC Sparta Praha | 2–1 | FC Dynamo Kyiv  |
| SL Benfica      | 0–0 | FC Barcelona    |
| 3a Jornada      |     |                 |
| FC Dynamo Kyiv  | 0–2 | FC Barcelona    |
| SL Benfica      | 1–1 | AC Sparta Praha |
| 4a Jornada      |     |                 |
| FC Barcelona    | 3–0 | FC Dynamo Kyiv  |
| AC Sparta Praha | 1–1 | SL Benfica      |
| 5a Jornada      |     |                 |
| AC Sparta Praha | 1–0 | FC Barcelona    |
| SL Benfica      | 5–0 | FC Dynamo Kyiv  |
| 6a Jornada      |     |                 |
| FC Dynamo Kyiv  | 1–0 | AC Sparta Praha |
| FC Barcelona    | 2–1 | SL Benfica      |

## Final
| UC Sampdoria | 0–1 (pr.) | FC Barcelona |
| ------------ | --------- | ------------ |
|              | Informe   | Koeman 111'  |

| Guanyador de la Copa d'Europa 1991-1992 |
| --------------------------------------- |
| FC Barcelona Primer títol               |

## Màxims goleadors

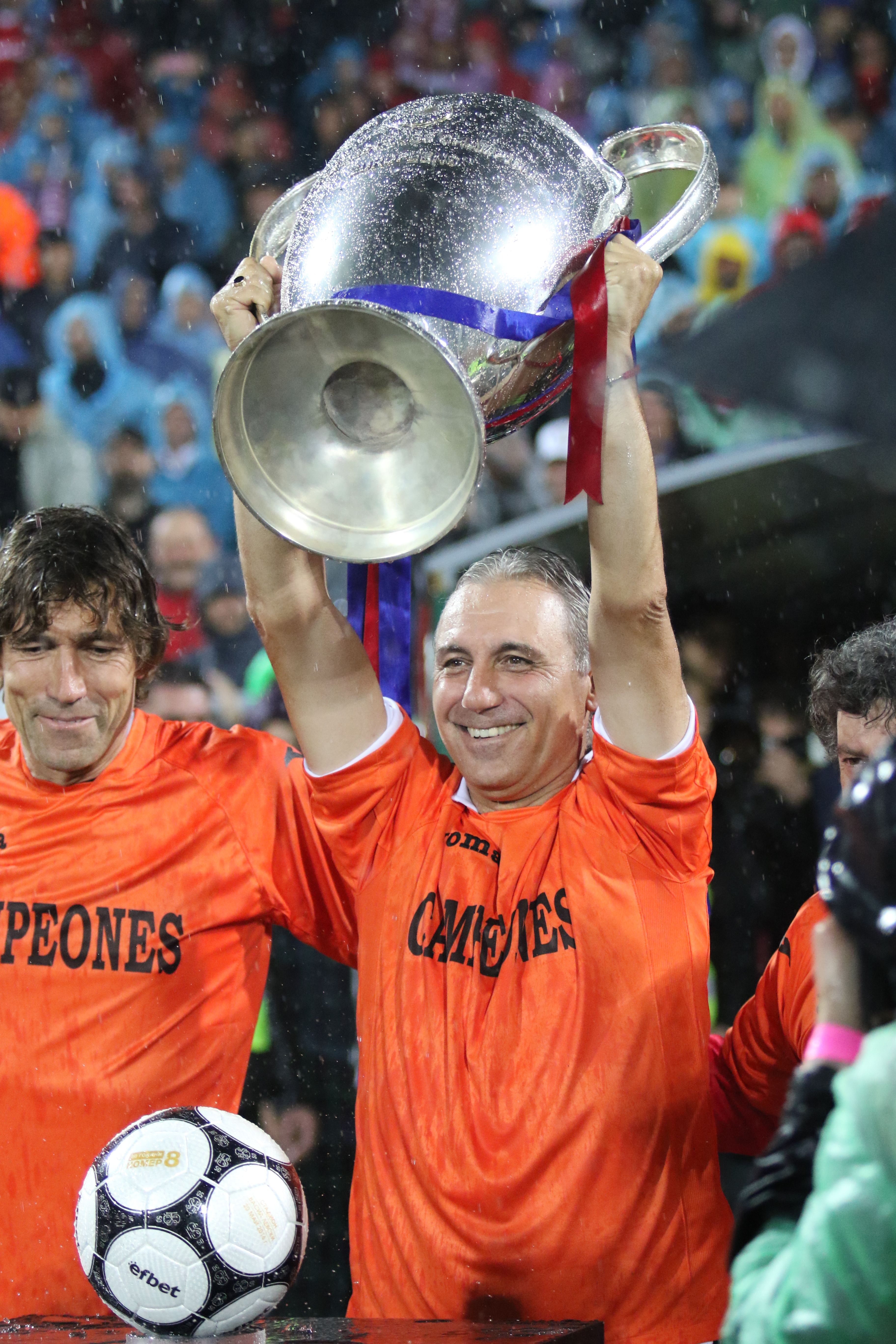
Hristo Stoítxkov va formar part de l'equip del FC Barcelona que va guanyar la competició.

Els màxims golejadors de la Copa d'Europa de 1991–92 foren els següents:
| Lloc | Nom               | Equip                    | Gols |
| ---- | ----------------- | ------------------------ | ---- |
| 1    | Serguei Iuran     | SL Benfica               | 7    |
| 1    | Jean-Pierre Papin | Olympique de Marsella    | 7    |
| 3    | Luc Nilis         | RSC Anderlecht           | 6    |
| 3    | Darko Pančev      | Estrella Roja de Belgrad | 6    |
| 3    | Gianluca Vialli   | UC Sampdoria             | 6    |
| 6    | Isaías            | SL Benfica               | 5    |
| 7    | Hristo Stoítxkov  | FC Barcelona             | 4    |
| 7    | César Brito       | SL Benfica               | 4    |
| 7    | Marc Degryse      | RSC Anderlecht           | 4    |
| 7    | Attilio Lombardo  | UC Sampdoria             | 4    |
| 7    | Roberto Mancini   | UC Sampdoria             | 4    |
| 7    | Siniša Mihajlović | Estrella Roja de Belgrad | 4    |
| 7    | Alan Smith        | Arsenal FC               | 4    |